# تلفیق عصبی

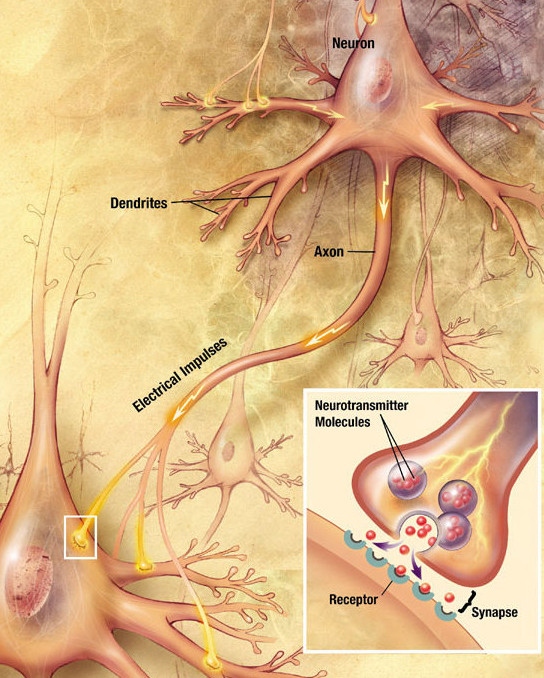
روند انتقال سیناپسی در نورون ها

تعدیل عصبی (به انگلیسی: Neuromodulation) یعنی تنظیم یا تغییر فعالیت سلول‌های عصبی. به‌طور کلی تعدیل عصبی فرایندهایی را شامل می‌شود که اعصاب مختلف در سیستم عصبی مرکزی، محیطی و خودکار یا هسته‌های سلول‌های عمقی مغز را تحریک می‌کند و منجر به «مدولاسیون یا تغییر فعالیت آن‌ها» می‌شود.

## کاربردها
تعدیل عصبی برای درمان بیماری‌های متعددی از جمله پارکینسون، ام اس، آسیب‌های نخاعی و حتی افسردگی کاربرد دارد. در این روش درمانی، از طریق تحرکات مختلف تغییر قابل برگشت در سیستم عصبی ایجاد می‌شود.

### نمونه‌ها
- تولید اصوات درمانی در محدوده فرکانس وزوز گوش، باعث کاهش شدت و آگاهی از وزوز گوش می‌شود و در بسیاری از موارد درمان کامل را در پی دارد. .[۲]
- تحریک اعصاب دنبالچه‌ای در بی‌اختیاری ادراری
- تحریک عصب تیبیال خلفی برای تخلیه مثانه بیش فعال
- تحریک عمقی مغز که با گذاشتن دستگاه تحریک مغزی یا ضربانساز مغزی برای فرستادن تحریک‌های الکتریکی از اهداف در مغز به کار می‌رود برای کنترل بیماری پارکینسون و سایر اختلالات حرکتی
- پیوند بافتی در مغز برای کنترل پارکینسون
- تحریک طناب نخاعی برای کنترل درد و سفتی اندام‌ها (اسپاستیسیته) در بیماران مبتلا به ضایعات نخاعی
- گذاشتن پمپ آزاد کننده داروهایی مثل بکلوفن برای کنترل اسپاتیسیتی
- گذاشتن پمپ مورفین برای کنترل درد